# علي السلال
علي عبد الله يحيى السَلاَّلْ، سياسي ودبلوماسي وبرلماني يمني سابق. شغل منصب عضو مجلس الشورى اليمني (الغرفة الثانية للبرلمان اليمني) منذ 2001، حتى وفاته يوم 31 ديسمبر 2020م. إلى جانب ذلك، تقلد العديد من المناصب الرفيعة، منها سفير لليمن لدى عدد من الدول، وكذلك عضو الهيئة الوطنية للرقابة على تنفيذ مخرجات الحوار الوطني اليمني.

## حياته والمناصب التي تقلدها
ولد علي عبدالله يحيى السلال مطلع ديسمبر من العام 1941م، في مدينة صنعاء، حيث تلقى تعليمه الأولي، قبيل تخرجه من المدرسة السيفية في مدينة الحديدة، عام 1952. وهو نجل المشير عبد الله السلال أول رئيس للجمهورية العربية اليمنية وزعيم ثورة 26 سبتمبر 1962 في اليمن الشمالية التي قامت ضد حكم آل حميد الدين والمملكة المتوكلية اليمنية، ويعد علي السلال أحد مناضلي الثورة اليمنية 26 سبتمبر ومن روادها ورعيلها الأول، حيث كان أحد أبرز أعضاء تنظيم الضباط الأحرار الذين أطاحوا بالنظام الإمامي في 26 سبتمبر 1962م.
كما شغل العديد من الوظائف العسكرية والسياسية، نذكر منها:
- في عام 1959 التحق علي السلال بمدرسة الأسلحة في صنعاء، وحصل منها على دبلوم عالي في العام 1959م، ثم حصل على دبلوم عال من المعهد العالي لضباط الشرطة في القاهرة سنة 1970م.
- قبيل قيام الثورة التي أطاحت بالنظام الملكي سنة 1962م، تولى العديد من المهام في العديد من أقسام الشرطة في صنعاء ورداع وبيت الفقيه وزبيد. وبعد قيام الثورة ساهم في معارك الدفاع عن الثورة والجمهورية، حيث عمل نائبًا لقائد الحملة العسكرية التي توجهت إلى المحويت لمطاردة الملكيين هناك، ثم قائدًا للحملة التي توجهت إلى منطقة آنس (مديرية ضوران آنس حاليًا)، في محافظة ذمار سنة 1963م، ثم قائد للحملة العسكرية لمنطقة شرق خولان ثم قائدا عسكري في لواء حجة، ثم قائدا للواء الحديدة عام 1965، في العام 1965 عين مديراً لكلية الشرطة.
- عُيِّن سفيراً في موسكو حتى العام 1967. عقب ما عرف بالانقلاب الأبيض على والده المشير عبدالله السلال في 5 نوفمبر عام 1967، أعفي من عمله، وغادر إلى القاهرة كمنفى اختياري إلى جانب والده المشير عبد الله السلال الذي كان يعيش حينها منفيًا فيها، وظل هناك مع والده حتى أواخر سنة 1981م، عندما وجه الرئيس علي عبد الله صالح بعد توليه السلطة، الدعوة لجميع السياسيين السابقين المنفيين في الخارج بالعودة إلى الوطن، ومن بينهم المشير السلال والرئيس الأسبق القاضي عبد الرحمن الإرياني.
- بعد عودته لليمن، عُيِّن علي السلال في عدداً من المناصب في السلك الدبلوماسي حيث عين قائمًا بأعمال السفارة اليمنية في باريس حتى عام 1985م، ثم سفيرًا لليمن في الجزائر حتى عام 1990م. وبعد إعلان الوحدة اليمنية وقيام الجمهورية اليمنية في مايو عام 1990م، عُيّن سفيرًا لليمن لدى رومانيا حتى عام 1993م، ثم عضوًا في المجلس الاستشاري عام 1997، ورئيسًا للجنة الدفاع والأمن بالمجلس حتى سنة 2001م، حيث عُيِّن عضوًا في مجلس الشورى الحالي في أبريل 2001م، ونائبًا لرئيس لجنة الإعلام والثقافة والشباب والرياضة بالمجلس.
- في 25 أبريل 2014 عين عضوًا في الهيئة الوطنية للرقابة على تنفيذ مخرجات الحوار الوطني، التي أنشأها الرئيس عبد ربه منصور هادي برئاسته وضمت الهيئة 82 عضوًا.
- تنظيمياً، كان علي السلال ينتمي لحزب المؤتمر الشعبي العام، حيث كان عضواً باللجنة العامة، وهي أعلى هيئة قيادية للحزب، ورئيسا للكتلة البرلمانية للحزب بمجلس الشورى.

## وفاته
توفي في 31 ديسمبر 2020م في صنعاء. ودفن فيها بتشييع رسمي وشعبي كبير.